# Nouvelle Vague (film)
Nouvelle Vague är en fransk komedifilm som hade premiär på Cannes filmfestival den 17 maj 2025. Den är regisserad av Richard Linklater efter ett manus skrivet av Holly Gent, Laetitia Masson och Vincent Palmo Jr.

## Handling
Filmen handlar om produktionen av Jean-Luc Godards Till sista andetaget.

## Rollista (i urval)
- Guillaume Marbeck - Jean-Luc Godard
- Zoey Deutch - Jean Seberg
- Aubry Dullin - Jean-Paul Belmondo